# Tongaichthys robustus
Tongaichthys robustus is een straalvinnige vissensoort uit de familie van slangmakrelen (Gempylidae). De wetenschappelijke naam van de soort is voor het eerst geldig gepubliceerd in 1983 door Nakamura & Fujii.